# Тиват (аеропорт)

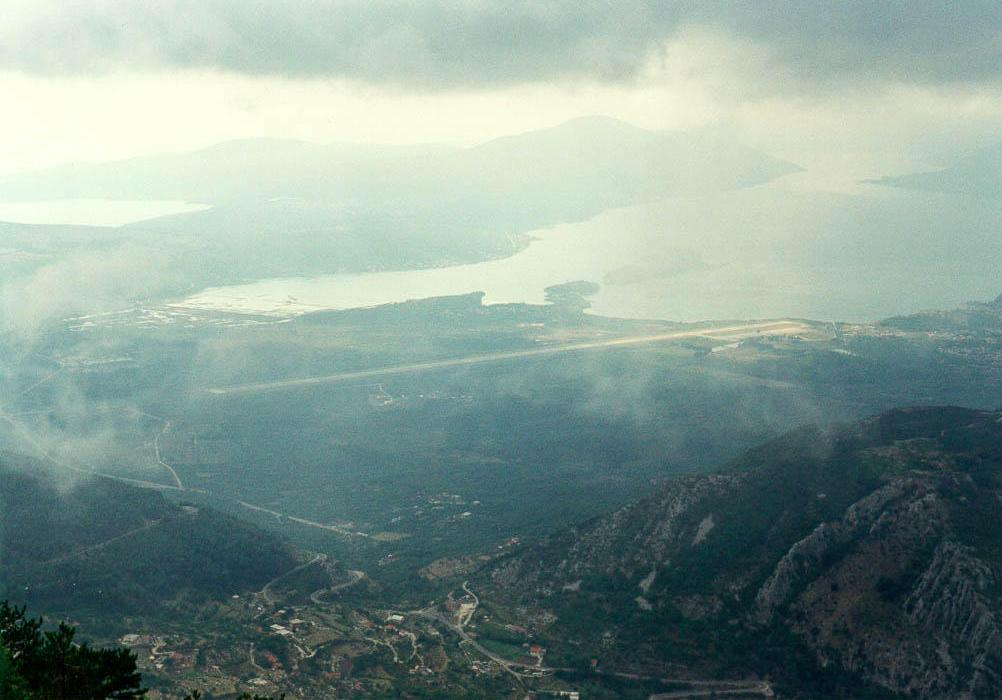
Аеропорт Тиват з висоти пташиного польоту

Аеропорт Тиват (серб. Аеродром Тиват) (IATA: TIV, ICAO: LYTV) — міжнародний аеропорт, розміщений за 3 км від центру міста Тиват. Один з двох цивільних аеропортів Чорногорії (другий — аеропорт Подгориця).

## Опис
Аеропорт Тиват розташовано у північній частині адріатичного узбережжя Чорногорії. З аеропорту цілорічно здійснюються щоденні рейси в аеропорти Белграда і Москви (аеропорти «Москва-Домодєдово» і «Москва-Шереметьєво»), в той час як інші рейси проходять переважно в літній період. Аеропорт обслуговує переважно чартерні рейси, пасажири яких здебільшого прямують на курорти адріатичного узбережжя. Насамперед він зручний для туристів, які прямують до Котору (на віддалі 7 км від аеропорту) та Будви (за 20 км від аеропорту).

## Історія
Аеропорт Тиват було відкрито 30 травня 1957 року як маленький аеропорт з єдиною ґрунтовою злітно-посадковою смугою (1200 м × 80 м), маленькими пероном (30 м × 30 м) і терміналом. У 1957—1968 роки діяльність в аеропорту складалася переважно з внутрішніх пасажирських перевезень до Белграда, Загреба та Скоп'є, і обслуговувався літаками Douglas DC-3 та Іл-14.
У 1968—1971 роках аеропорт зазнав розширення і модернізації. По модернізації аеропорт відкрито 25 вересня 1971 року з асфальтованою злітно-посадковою смугою (2500 м × 45 м), більшим пероном (450 м × 70 м), подовженими стерновими доріжками та абсолютно новим пасажирським терміналом та контрольною баштою. Після землетрусу 1979 року аеропорт було відновлено. Крім того, що перон було розширено (460 м × 91,5 м), стернові доріжки також було розширено, тому аеропорт зміг приймати широкофюзеляжні літаки
23 квітня 2003 р. право власності на аеропорт було передано від Jat Airways до публічної компанії Airports of Montenegro, що належить уряду Чорногорії. Відтоді аеропорт був знову модернізовано та відновлено, реконструйований пасажирський термінал було відкрито 3 червня 2006 року. У жовтні 2007 року Південна Корея зробила державні інвестиції в розмірі 1 млн доларів на нове аеропортове обладнання, починаючи від вантажних навантажувачів до Системи відображення польотної інформації Подальші реформи розпочались у 2008 році, коли декілька старих типів пасажирських літаків, таких як «Ilyushin Il-86», за для зменшення шумового навантаження були передані до аеропорту Подгориця

## Авіалінії та напрямки, липень 2022
| Авіакомпанія          | Пункт призначення                                              |
| --------------------- | -------------------------------------------------------------- |
| Air Montenegro        | Белград, Стамбул Сезонний: Баня-Лука, Любляна, Прага           |
| Air Serbia            | Белград Сезонні: Морава, Ніш                                   |
| Avion Express         | Сезонний: Вільнюс                                              |
| Azerbaijan Airlines   | Сезонний чартер: Баку                                          |
| Brussels Airlines     | Сезонний: Брюссель                                             |
| easyJet               | Сезонний: Берлін-Бранденбург, Женева, Лондон-Гатвік, Манчестер |
| Edelweiss Air         | Сезонний: Цюрих                                                |
| Eurowings             | Сезонний: Дюссельдорф, Штутгарт                                |
| flydubai              | Сезонний: Дубай                                                |
| Flynas                | Сезонний: Ріяд                                                 |
| Israir                | Сезонний: Тель-Авів                                            |
| Jet Time              | Сезонний чартер: Копенгаген, Гельсінкі, Стокгольм–Арланда      |
| Jet2.com              | Сезонний: Манчестер                                            |
| LOT Polish Airlines   | Сезонний: Варшава-Шопен Сезонний чартер: Катовиці              |
| Lufthansa             | Сезонний: Франкфурт, Мюнхен                                    |
| Luxair                | Сезонний: Люксембург                                           |
| Norwegian Air Shuttle | Сезонний: Гельсінкі, Осло–Гардермуен                           |
| Scandinavian Airlines | Сезонний чартер: Осло–Гардермуен, Стокгольм–Арланда            |
| SmartLynx Airlines    | Сезонний: Таллінн                                              |
| Transavia France      | Сезонний: Париж–Орлі                                           |
| TUI fly Belgium       | Сезонний: Брюссель                                             |
| Turkish Airlines      | Сезонний: Стамбул                                              |

## Статистика
| Рік  | Пасажирообіг | Зміна  | Авіаційний трафік | Зміна  |
| ---- | ------------ | ------ | ----------------- | ------ |
| 2006 | 451,289      | ▲20 %  | 3,261             | ▲29 %  |
| 2007 | 573,914      | ▲27 %  | 4,079             | ▲25 %  |
| 2008 | 570,636      | ▼1 %   | 4,630             | ▲14 %  |
| 2009 | 532,080      | ▼7 %   | 4,226             | ▼9 %   |
| 2010 | 541,870      | ▲2 %   | 4,017             | ▼4 %   |
| 2011 | 647,184      | ▲19 %  | 4,531             | ▲12 %  |
| 2012 | 725,412      | ▲12 %  | 4,605             | ▲2 %   |
| 2013 | 868,343      | ▲20 %  | 5,198             | ▲14 %  |
| 2014 | 910,264      | ▲5 %   | 5,281             | ▲1 %   |
| 2015 | 895,050      | ▼2 %   | 5,422             | ▲2 %   |
| 2016 | 979,432      | ▲10 %  | 5,985             | ▲10 %  |
| 2017 | 1,129,720    | ▲15 %  | 6,324             | ▲7 %   |
| 2018 | 1,245,999    | ▲10 %  | 6,816             | ▲7 %   |
| 2019 | 1,367,282    | ▲9,7 % | 7,049             | ▲3,4 % |

## Наземний транспорт
За 100 м від виходу з аеровокзалу проходить Адріатичне шосе (Jadranska magistrala), де на вимогу зупиняються автобуси до Тивата, Котора, Будви, Петроваца тощо. Обладнаних зупинок поблизу аеропорту немає. Найближча автостанція — у місті Тиват — розташована за 1,5 км від аеровокзалу, від неї вирушають маршрути практично по всій країні.